# Dasha Kapustina
Dasha Kapustina (Vladivostok, 13 de dezembro de 1989) é uma modelo russa. Dasha mede 1,72 metro de altura e pesa 52 quilos. Já fez trabalhos para Karl Lagerfeld, além de participar de anúncios para a televisão no Japão e na China. Já desfilou para Gucci, Dior, YSL, Chanel e Chloé. Ela estudou Recursos Humanos na Universidade Federal do Extremo Oriente na Rússia.
Em julho de 2012 tornou-se popular por manter relacionamento amoroso com o piloto de Fórmula 1 Fernando Alonso.